# فيات 600
فيات 600 هي سيارة مدينة من صناعة فيات أنتجت في 1955 وتوقف إنتاجها في 1969.